# Arteria faríngea ascendente
La arteria faríngea ascendente es una arteria que se origina como rama colateral de la arteria carótida externa. Es su rama más pequeña, un largo y delgado vaso situado en la profundidad del cuello, por debajo de las demás ramas de la carótida externa y bajo el músculo estilofaríngeo. Nace justo por encima de la bifurcación de la arteria carótida común.

## Ramas
Según el Diccionario enciclopédico ilustrado de medicina Dorland, 27.ª edición, presenta las siguientes ramas:
- Ramas faríngeas: Irrigan la porción superior de la faringe.[1] Las ramas faríngeas se encuentran en un número de tres o cuatro. Dos de ellas descienden para irrigar los músculos constrictor medio de la faringe y constrictor inferior de la faringe, ramificándose en su sustancia y en la membrana mucosa que los recubre.
- Ramas prevertebrales: Irrigan a los músculos prevertebrales.[1]
- Arteria meníngea posterior.[1]

### Ramas según la Terminología Anatómica
La Terminología Anatómica enumera las siguientes ramas:
A12.2.05.011 Arteria meníngea posterior (arteria meningea posterior).
A12.2.05.012 Ramas faríngeas de la arteria faríngea ascendente (rami pharyngeales arteriae pharyngeae ascendentis).
A12.2.05.013 Arteria timpánica inferior (arteria tympanica inferior).

## Trayecto
Nace de la parte posterior de la arteria carótida externa, cerca del comienzo de dicho vaso, y asciende verticalmente entre la arteria carótida interna y el lateral de la faringe hacia la superficie inferior de la base craneal, por encima del músculo largo de la cabeza.

## Distribución
Se distribuye hacia la faringe, paladar blando, meninges y oído.